# Pelidnota mezai
Pelidnota mezai är en skalbaggsart som beskrevs av Soula 2009. Pelidnota mezai ingår i släktet Pelidnota och familjen Rutelidae. Inga underarter finns listade i Catalogue of Life.